# Gael García Bernal
Gael García Bernal (Guadalajara, 30 novembre 1978) è un attore, regista, sceneggiatore  e produttore cinematografico messicano, interprete di numerose pellicole prodotte nel suo paese e assurto al successo internazionale impersonando il giovane Ernesto Guevara de la Serna ne I diari della motocicletta. Nel corso della sua carriera ha collaborato con celebri registi come Pedro Almodóvar, Michel Gondry, Alfonso Cuarón, James Marsh, Pablo Larraín e Alejandro González Iñárritu. Quest'ultimo lo scoprì a teatro e lo lanciò nella sua opera prima Amores perros, candidata al Premio Oscar nel 2001. In Italia, alla 58ª Mostra cinematografica di Venezia, vinse il Premio Marcello Mastroianni come attore esordiente nel film cult messicano Y tu mamá también. Fu il suo primo riconoscimento a cui ne seguirono altri, fra i quali un Golden Globe, nel 2016, grazie al ruolo del Maestro Rodrigo De Souza nella webserie TV Mozart in the Jungle.
Attivista sin dalla giovane età, continua a lavorare per promuovere la democrazia e i diritti umani schierandosi dalla parte dei migranti, dei poveri, e dei popoli indigeni. Dopo la crisi degli anni novanta, l'attore ha svolto un ruolo significativo alla rinascita dell'industria cinematografica messicana. Con l'attore e amico d'infanzia Diego Luna istituì due compagnie cinematografiche e televisive, la Canana Films e La Corriente del Golfo, e fondò il Festival Ambulante Gira de documentales, un evento annuale che permette alle classi più povere del Messico di avvicinarsi al genere documentario inteso come motore di cambiamento sociale. Per il suo impegno in questo progetto, nel 2011 vinse il premio WOLA per i diritti umani, seguito dall'Hispanic Heritage Award nel 2017. Nel 2016 il Time lo inserì nella classifica dei 100 personaggi più influenti al mondo.

## Biografia
Gael García Bernal è nato a Guadalajara, da José Ángel García e Patricia Bernal, entrambi attori teatrali messicani politicamente impegnati. Patricia diede alla luce suo figlio all'età di 17 anni. Dal suo secondo matrimonio con Sergio Yazbek nacquero Dario e Tamara Yazbek, i fratellastri di Gael ambedue attori.
Gael fu avviato sin da molto piccolo all'arte della recitazione, appassionandosi e spesso partecipando agli spettacoli dei genitori. Da adolescente, aiutò gli indigeni ad alfabetizzarsi e lavorò insieme agli Huicholes. Nel frattempo studiò "nella scuola dei figli dei rifugiati politici" dove conseguì il Baccellierato Internazionale mostrando particolare interesse per la chimica. Nel 1994, all'età di 15 anni, partecipò alle manifestazioni nonviolente in favore dell'insurrezione del Chiapas.
All'età di 18 anni, Gael iniziò a studiare filosofia presso l'Università del Messico. Poco dopo, il movimento studentesco decretò uno sciopero della durata di un anno, di conseguenza Gael decise di prendersi del tempo per visitare l'Europa e la Russia. Non avendo, tuttavia, denaro sufficiente, si fermò alla prima tappa, Londra, dove trovò lavoro come barman allo scopo di pagarsi gli studi di recitazione. L'unica scuola che in quel momento stava accettando degli studenti era la Royal Central School of Speech and Drama. All'audizione portò il famoso soliloquio di Macbeth Tomorrow and tomorrow and tomorrow, diventando il primo messicano della storia ad essere ammesso alla Central di Londra. Dopo la laurea nel 2000, Gael tornò nel suo paese natio per realizzare la sua carriera. Qualche anno più tardi intraprese un altro viaggio in Europa, dove completò i suoi studi di filosofia presso l'European Graduate School di Saas-Fee, in Svizzera.

## Carriera

### Gli esordi
Gael ha compiuto il suo esordio nel mondo della recitazione in età precoce, calcando le scene teatrali delle principali città messicane. Il primo personaggio che interpretò fu il Bambino Gesù, in uno spettacolo del 1981 a cui parteciparono anche i suoi genitori. Dopo una breve apparizione televisiva nella soap opera Teresa, al fianco dell'attrice bambina Salma Hayek, all'età di undici anni ottenne il suo primo ruolo da protagonista nella serie messicana Un amore di nonno, la cui storia d'amore fra i due bambini fu molto dibattuta. Nel cast faceva parte anche l'attore Diego Luna, il suo più grande amico.
Durante gli anni di formazione alla Royal Central School of Speech and Drama, Gael prese parte ad alcuni cortometraggi di giovani registi latini, fra i quali De tripas, corazón di Antonio Urrutia, candidato al Premio Oscar 1997, e El ojo en la nuca di Rodrigo Plá.

### Il successo internazionale
Mentre ancora studiava recitazione, la carriera di Gael prese una svolta decisiva. A Città del Messico, il regista Alejandro González Iñárritu rimase colpito dalla sua interpretazione in uno spettacolo teatrale del Royal National Theatre intitolato Roberto Zucco di Bernard-Marie Koltès. Poco dopo il regista gli telefonò per offrirgli la parte di Octavio nel suo primo lungometraggio, Amores perros, un ruolo che Gael poté accettare grazie alla fortuita coincidenza delle vacanze pasquali e ad un escamotage del regista. Le vacanze concesse dalla Central non erano infatti sufficienti per ultimare il film, così Iñárritu gli disse di fingere di avere contratto un misterioso virus tropicale. Il film ebbe un grande successo, vinse il Premio Bafta e fu candidato agli Oscar come miglior film in lingua straniera. Nessuno della troupe si aspettava un tale riscontro, il Messico stava attraversando una grave crisi cinematografica. Durante le riprese, García Bernal aveva chiesto ai produttori di poter avere una copia del film in VHS, perché non sapeva se sarebbe finito al cinema.

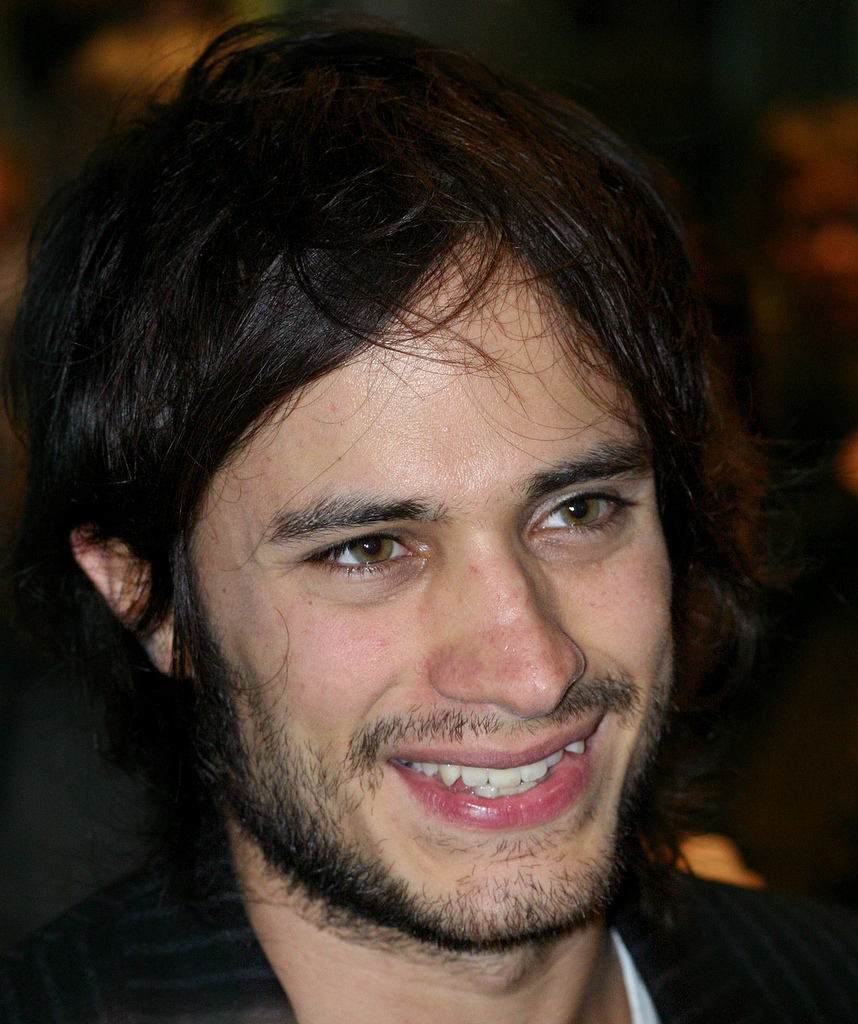
García Bernal nel 2005 al London Film Festival per la presentazione del film The King

Dopo Amores Perros, seguirono altri lavori importanti a cominciare da Y tu mamá también di Alfonso Cuarón (il film che gli valse il Premio Mastroianni alla Mostra del Cinema di Venezia) e in seguito Il crimine di padre Amaro, candidato al Premio Oscar nel 2003. Nonostante le controversie ideologiche e in alcuni casi le proteste che questi film generarono in Messico (a causa del disinibito triangolo d'amore che coinvolge due adolescenti in Y tu mamá también e della relazione clandestina fra un parroco e una sedicenne ne Il crimine di padre Amaro) gli incassi record dei film estesero la sua popolarità.
Nel 2002 Gael ritornò in televisione per interpretare Che Guevara nella serie Fidel. Due anni più tardi vestì nuovamente i panni del rivoluzionario argentino nel film I diari della motocicletta del regista brasiliano Walter Salles. Grazie a questo ruolo Gael ottenne una candidatura ai BAFTA e diventò l'attore messicano più famoso al mondo, conquistando l'attenzione di noti registi europei fra i quali il visionario Michel Gondry e l'eccentrico Pedro Almodóvar. Nel suo film più esuberante, La mala educación, Almodóvar affidò a Gael tre ruoli diversi fra i quali "la dark lady-man", confessando di averlo trovato "perfetto sia come uomo che come donna". Nel frattempo Iñárritu, divenuto ormai il regista messicano più influente, scelse di nuovo Gael per interpretare il ruolo di Santiago in Babel, l'ultimo film della cosiddetta Trilogia sulla morte che ebbe inizio con Amores Perros.
Questi primi successi consentirono a Gael di avviare una carriera più redditizia allo scopo di poter realizzare in Messico i suoi progetti cinematografici. Infatti, se da una parte iniziò a lavorare per il lucroso cinema hollywoodiano ed europeo (The King, Letters to Juliet, Il mio angolo di paradiso, Mammoth, Blindness ecc.), dall'altra continuò a dedicarsi alla crescita del cinema latino americano, in qualità di attore e produttore di film indipendenti, spesso diretti da registi esordienti (Rudo y Cursi, También la lluvia, El Ardor, Museo ecc.).

### I film di denuncia politica

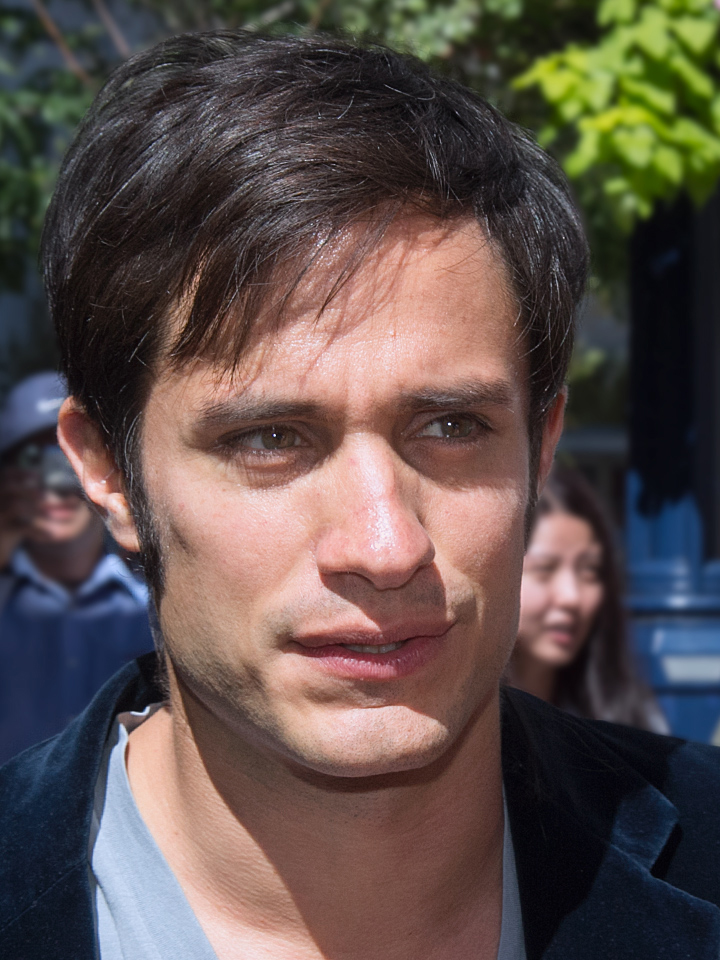
Nel 2012 al TIFF per la presentazione del film No

Dal 2012 al 2016 i film a cui Gael prese parte sono soprattutto di natura politica. In No, il film di Pablo Larraín candidato al Premio Oscar 2013, Garcìa Bernal è un giovane pubblicitario che con risorse piuttosto scarse escogita un piano per liberare il Cile dalla dittatura di Pinochet. La collaborazione con il regista Pablo Larraín proseguì nel 2016 con un altro film a tema politico, Neruda, vincitore del Premio Fénix, nel quale Gael veste i panni dell'ispettore di polizia incaricato dal governo cileno di dare la caccia al poeta e dissidente politico Pablo Neruda.
Chi è Dayani Cristal? e Desierto sono pellicole sull'immigrazione. Il primo film è un documentario del 2013 sulla reale tratta dei migranti dall'Honduras fino agli Stati Uniti. Il secondo film, uscito nel 2016, rappresenta l'esordio alla regia di Jonás Cuarón e narra la storia fittizia di un gruppo di clandestini messicani bersagliati da un pericoloso vigilante statunitense.
Nel 2015, a ispirare il film politico di Pablo Agüero intitolato Eva no duerme è la storia sociale dell'Argentina. Una pellicola cupa e surrealista che ripercorrendo le peripezie cui andò incontro la salma di Evita Perón, intende denunciare gli abusi commessi dai componenti del regime dittatoriale, fra i quali l'Ammiraglio Massera interpretato da Garcìa Bernal. Sul fronte mediorientale Gael è stato protagonista di Rosewater, film drammatico di produzione statunitense che ricostruisce l'arresto del giornalista iraniano-canadese Maziar Bahari, imprigionato e torturato per 118 giorni dopo avere filmato un'esecuzione commessa dal regime contro un gruppo di dissidenti.

### Altre attività
Nel 2017, García Bernal approda al cinema animato con Coco, pellicola della Disney Pixar che ha segnato il maggiore incasso della storia del cinema messicano e si è aggiudicata il Premio Oscar e un Golden Globe come miglior film d'animazione. Nel film, l'attore presta la sua voce a un bizzarro spirito scheletrico di nome Hector e contribuisce alla realizzazione della colonna sonora originale, in lingua inglese e spagnola. Relativamente alle tematiche sulla pedagogia dei bambini, nello stesso periodo García Bernal prende parte al film Lontano da qui, storia complessa diretta da Sara Colangelo sul mondo dell'infanzia e della scuola, basato sull'omonimo dramma del regista israeliano Nadav Lapid.
García Bernal è detentore di numerosi premi fra i quali un Golden Globe ricevuto nel 2016 grazie al ruolo di Rodrigo De Souza, l'eccentrico direttore d'orchestra protagonista dell'acclamata webserie televisiva Mozart in the Jungle, creata da Roman Coppola. Dopo quattro stagioni, la serie fu cancellata nel 2018, anno in cui debuttò in America Latina Aquí en la Tierra, serie politica distribuita dalla Fox Premium di cui Gael è regista, produttore, sceneggiatore e interprete.
In qualità di membro della giuria principale è stato chiamato ad esprimere le proprie preferenze al Festival di Berlino del 2007, al Festival di Cannes 2014 (al fianco di Sofia Coppola) e al Sundance Film Festival 2017. Alla 89ª cerimonia degli Oscar, svoltasi nel 2017, fu invitato a consegnare il premio miglior film d'animazione.

## Regista e produttore
Nel 2005 García Bernal e Diego Luna fondarono Canana Films, una società di produzione e distribuzione cinematografica e televisiva, in origine specializzata nella realizzazione di documentari dal contenuto social-rivoluzionario. Nel 2010, in collaborazione con la Golden Phoenix Productions, la Canana Films realizzò una serie di documentari a proposito delle misteriose sparizioni di oltre trecento donne al confine con Ciudad Juárez. Tra i film co-prodotti dalla Canana, di cui García Bernal è produttore esecutivo, si cita la pellicola argentina Zama, candidata al Premio Goya. Nel 2018, García Bernal e Diego Luna hanno annunciato l'abbandono della Canana Films e l'istituzione di un'altra compagnia messicana indipendente, La Corriente del Golfo.

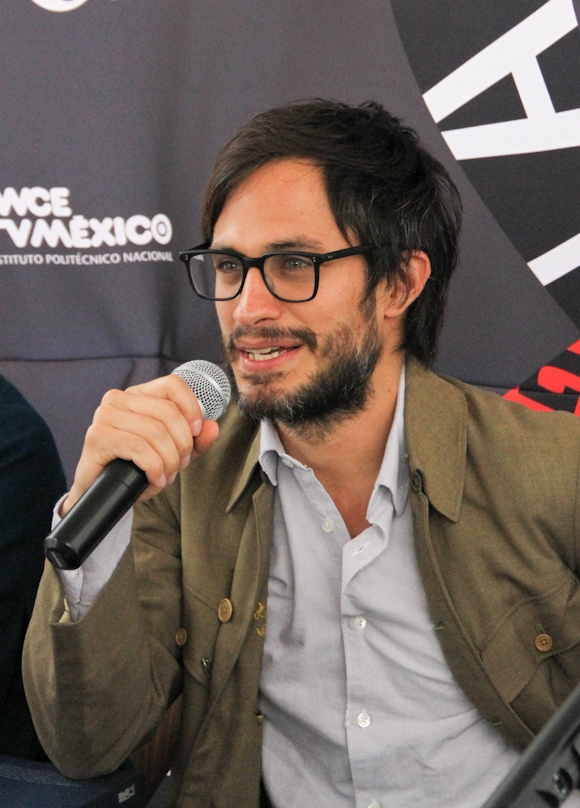
García Bernal nel 2013, alla conferenza stampa del Festival Ambulante di Città del Messico

Sostenitore e promotore del cinema documentario fin dagli esordi della sua carriera, nel 2005 Garcìa Bernal istituì con Diego Luna il Festival Ambulante Gira de documentales, il festival di cinema documentario dell'America Latina detentore del premio WOLA per i diritti umani. Durante il Festival Ambulante, la proiezione al pubblico di cortometraggi e documentari non avviene all'interno di teatri accademici ma in luoghi trascurati, laddove c'è una reale necessità di informazione. Lo scopo centrale della rassegna è di narrare storie di uomini ai quali non viene data voce. Il progetto riuscì a svilupparsi grazie anche all'appoggio di registi e attori. Nel 2016, Garcìa Bernal lanciò la campagna virale Yo sì veo documental ("Io sì che guardo i documentari"), poi ripresa da numerose celebrità che descrivevano su video perché amassero il genere documentario. Los Invisibles, la serie di Amnesty International sul viaggio dei migranti per la regia di Garcià Bernal e Marc Silver, e in seguito il docufilm Chi è Dayani Cristal? diretto di nuovo da Marc Silver, sono entrambi stati proiettati al Festival Ambulante.
Nel 2007, García Bernal diresse il suo primo lungometraggio intitolato Déficit di cui fu anche interprete e produttore. Il film inscena una festa fra amici durante la quale vengono messe a confronto due diverse classi sociali messicane. Il suo secondo film, Chicuarotes, fu annunciato nel 2015. L'attore comunicò che si trattava di una commedia nera, ambientata nella Valle del Messico, sulla logica spietata dell'arricchimento economico. Il film fu infine prodotto da La Corriente del Golfo e venne girato nel mese di gennaio 2018 nel villaggio di Xochimilco, colpito dal terremoto di Puebla del 2017..
García Bernal è regista e produttore di numerosi cortometraggi. Nel 2008 realizzò insieme ad altri sette registi la pellicola 8, presentata alla terza edizione della Festa del Cinema di Roma. Si tratta di un progetto collettivo che parla dei drammi e delle speranze dei popoli, ispirato agli 8 obiettivi fissati nel settembre 2000 dalle Nazioni Unite per migliorare la vita della popolazione mondiale. I film prodotti e co-diretti da Gael sono spesso unioni di storie diverse che nella loro coralità intendono narrare un concetto filosofico o sociale. Revolución analizza il concetto di rivoluzione e cosa essa significhi per i giovani messicani; Madly narra l'amore nelle sue molteplici sfaccettature.
In ambito televisivo, García Bernal iniziò la sua attività come produttore di alcune serie messicane, per poi passare alla regia nel 2018 con Aquí en la Tierra, un dramma politico sulla corruzione latino americana. La serie, prodotta da La Corriente del Golfo, è stata selezionata tra più di 130 titoli in concorso alla prima edizione di Canneseries del Festival di Cannes.

## Attivismo sociale

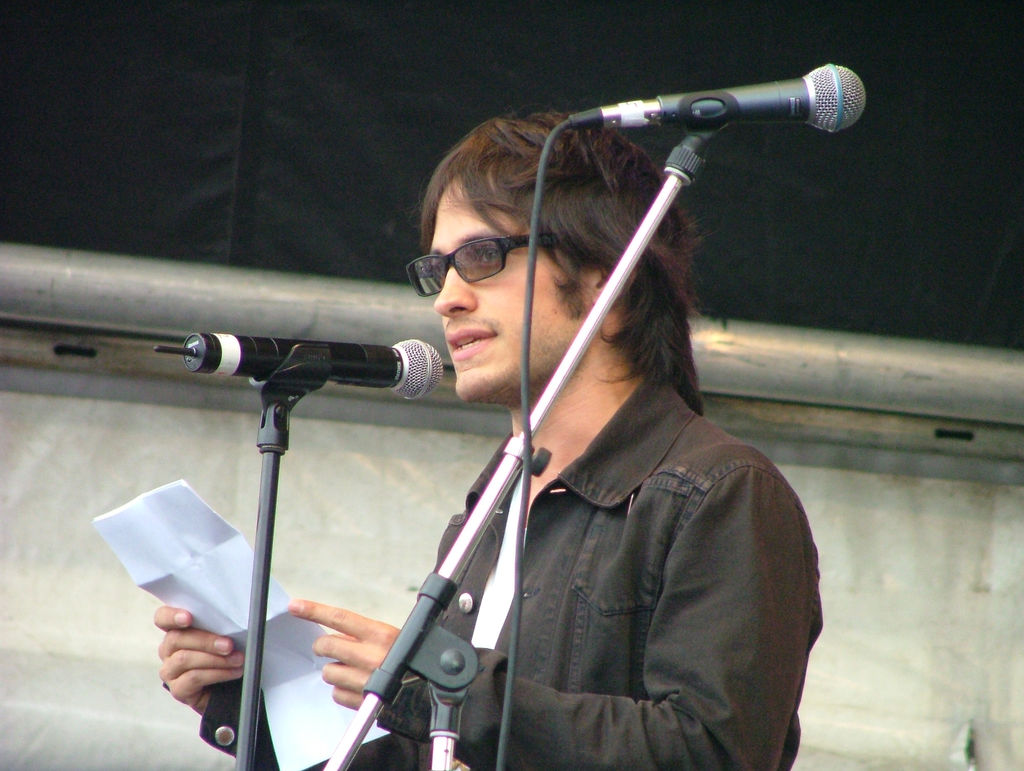
García Bernal nel 2005 al Make Poverty History Rally di Edimburgo

García Bernal è noto in Messico per la sua filantropia. Dal 2005 è ambasciatore Oxfam e promotore della campagna Make Trade Fair, un progetto che sostiene la diffusione del commercio equo e lotta contro le ingiustizie sociali come le leggi che permettono di brevettare farmaci rendendoli di difficile accesso alle popolazioni povere. Nel 2006, Gael fece visita ai contadini del Chiapas e nel 2013 soccorse i rifugiati siriani in Giordania. Sempre per Oxfam è stato testimonial delle campagne globali Grow e I hear you. La prima fornisce una serie di consigli pratici per favorire un futuro dove tutti nel mondo possano avere sufficienti risorse alimentari; il secondo progetto è stato lanciato nel 2016 per dare visibilità alle storie dei rifugiati allo scopo di combattere il pregiudizio di natura xenofoba che accompagna l'emergenza globale dei migranti. Nel 2009, in occasione del 40º anniversario di Survival International, lanciò una maglietta creata dal designer John Rocha i cui proventi furono destinati alla difesa delle vite e dei territori dei popoli indigeni. A Roma, durante l'asta di beneficenza Cinema Against AIDS del 2008, fece parte del gruppo di celebrità invitate a svolgere le vendite. Non sapendo come presentare una borsa che stava indossando la stilista Margherita Missoni, Gael le offrì una lezione di salsa sul palco, decretando la vendita più veloce e redditizia della serata.
Dopo il sisma di magnitudo 7.1 Mww che colpì Città del Messico il 19 settembre 2017, García Bernal e Diego Luna lanciarono una campagna di raccolta fondi online a sostegno dei terremotati attraverso la quale furono raccolti da ogni parte del mondo oltre un milione di dollari. In seguito, i due attori hanno avviato una fase di ricostruzione trasparente, chiamata Levantemos Mexico, che permette ai cittadini di monitorare la gestione dei fondi.

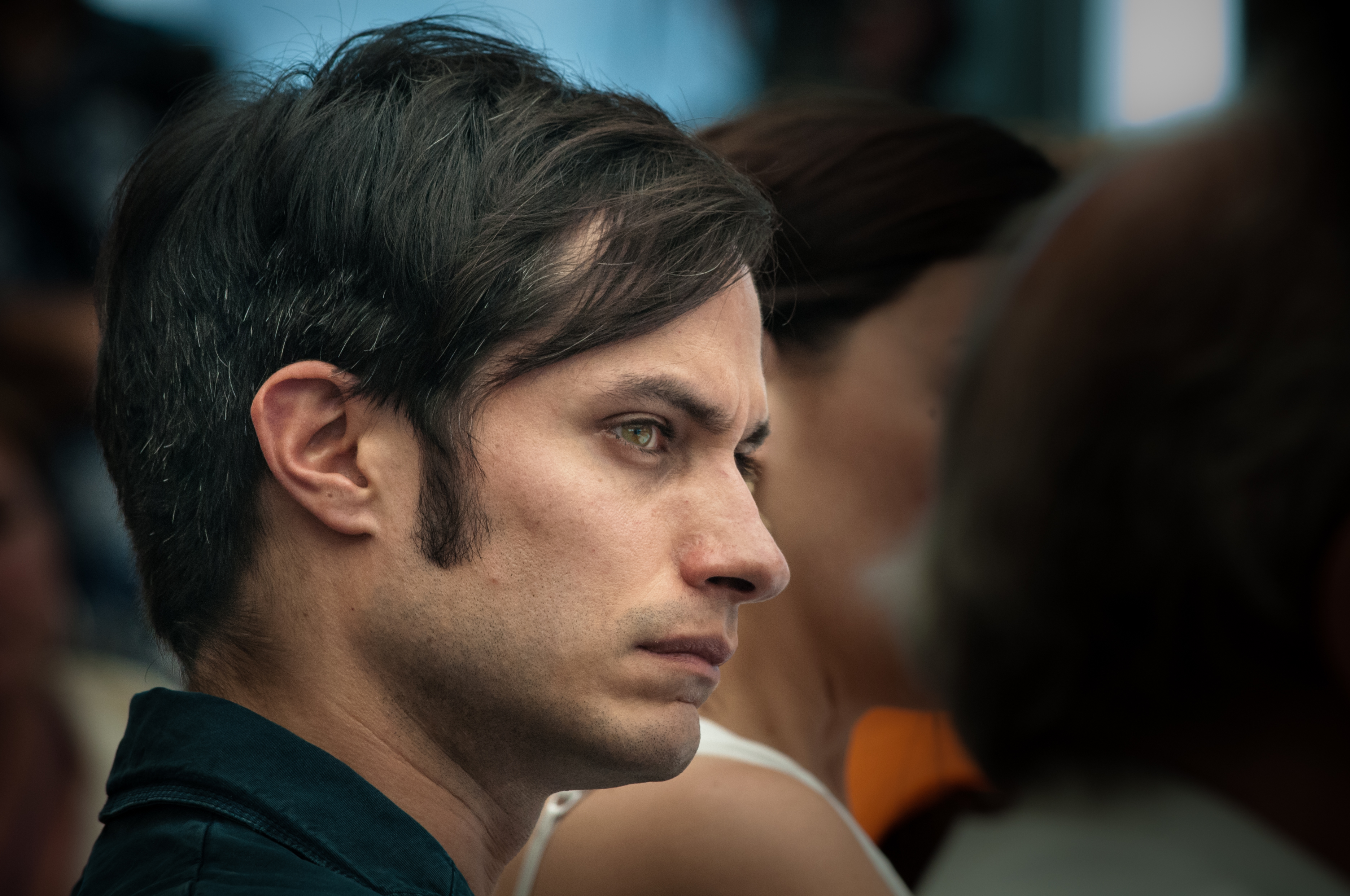
Nel 2012, mentre assiste a Los Diálogos por la Paz nel Castello di Chapultepec

Nel settore ambientalista, García Bernal è principale promotore della Campagna Detox di Greenpeace la quale ha diffuso nel 2011 la notizia che alcune industrie tessili cinesi, fornitrici di grandi brand internazionali, rilasciano nei fiumi della Cina scarichi molto pericolosi per l’ambiente e la salute. Nel 2017, ha rappresentato il giaguaro nella campagna animalista dell'UNEP intitolata Feroz, la quale si occupa di contrastare il traffico illegale degli animali selvaggi. Per quanto riguarda le iniziative solidali in campo artistico, nel 2012 García Bernal disegnò per MOCA una collezione di magliette vendute nei musei d'arte contemporanea e nei negozi Levi's allo scopo di finanziare programmi educativi all'interno dei musei.
Le sue opinioni politiche sono oggetto di interesse mediatico. Durante i Premi Oscar 2003 affermò pubblicamente la sua opposizione alla Guerra d'Iraq guidata dagli Stati Uniti d'America. Nel 2016 ha più volte denunciato "l'odio creato da Donald Trump". A tutela della popolazione messicana, nel 2017 l'attore ha sfruttato nuovamente la cornice della Notte degli Oscar per riaffermare la sua posizione contro ogni forma di "muro" che intenda separare gli esseri umani, alludendo al progetto di costruzione di Donald Trump per contrastare l'immigrazione clandestina. In un'intervista del 2018 ha dichiarato di non escludere in futuro "un'eventuale discesa diretta in politica".
Da anni l'attore è impegnato nella lotta contro la corruzione in America Latina anche attraverso vari progetti promossi dall'ONU. Nell'ambito della trentasettesima sessione del Consiglio per i diritti umani delle Nazioni Unite, tenutasi a Ginevra nel 2018, Gael si è appellato ai membri del Consiglio domandando maggiori pressioni sul Messico ai fini di controllare la escalation di violenza.

## Attività musicale
Alcuni film con Gael García Bernal includono i suoi interventi canori. I primi brani registrati in studio risalgono al 1992, quando l'attore aveva circa 12 anni. Nel 2006, Gael prestò la sua voce nel film L'arte del sogno. Il brano che cantò, If You Rescue Me (Chansons Des Chats), è una cover dei Velvet Underground, originariamente eseguita da un'associazione per gattini abbandonati. Nel film di Michel Gondry, Gael la canta mentre è travestito da gatto. Un anno dopo, Garcìa Bernal prese parte all'album di Devendra Banhart, Smokey Rolls Down Thunder Canyon, collaborando come guest vocalist nella prima traccia intitolata Cristobal. La canzone accompagna il film Deficit e si ispira a Cristobal, il personaggio protagonista interpretato da Gael, regista e produttore. Nel 2009, Gael ha cantato Quiero Que Me Quieras, prima traccia della colonna sonora del film Rudo y Cursi e cover di I Want You To Want Me dei Cheap Trick. La canzone fu una hit nelle radio messicane e conquistò il premio Oye! come novità dell'anno.
Nel 2014 García Bernal e María Valverde furono i protagonisti del video di Ojos color sol, canzone d'amore dei Calle 13 tratta dall'album Multi viral. Il video fu candidato nella categoria video dell'anno ai Latin Grammy Awards 2015 di Los Angeles.
Nel 2017 Gael è stato interprete vocale di tre brani originali inclusi nella colonna sonora di Coco, film campione di incassi prodotto dalla Pixar. Nella versione inglese di Remember me (Lullaby), Gael canta insieme alla figlia Libertad. Nel 2018, durante la 90ª cerimonia degli Oscar, Gael ha eseguito Remember me in coppia con il cantante Miguel. Il brano, composto da Kristen Anderson-Lopez e Robert Lopez, ha vinto il premio Oscar alla migliore canzone.

## Campagne pubblicitarie
Garcìa Bernal è apparso in diversi spot pubblicitari. All'età di 12 anni affiancò l'attrice bambina Flor Edwarda Gurrola in una romantica pubblicità di Videovision, casa di distribuzione home video per film in VHS. Dieci anni dopo, nel 2002, Gael fu protagonista di un popolare spot francese della Levi's intitolato French Dictionary. Per il Regno Unito, recitò in un cortometraggio promozionale del 2006 diretto da Kevin Spacey per la rete televisiva Film4. Nel cast presero parte, tra gli altri, anche Judi Dench e Ewan McGregor.
A livello globale è apparso nel 2010 in una pubblicità per la Nike ("Write the future") realizzata da Alejandro González Iñárritu in occasione dei Mondiali di Calcio in Sudafrica. Successivamente prese parte alla campagna pubblicitaria della Gillette, negli Stati Uniti, alla quale parteciparono anche Adrien Brody e André 3000. Nel mese di marzo del 2015, la Fiat Chrysler lanciò una nuova campagna multiculturale e scelse come testimonial Garcìa Bernal per promuovere il nuovo modello di Chrysler 200 in una serie di quattro spot pubblicitari.
Nel suo paese fu protagonista e produttore, nel 2014, di un videoclip commerciale per lo sviluppo del turismo nella regione Nuevo León. Nel 2017, è apparso nello spot argentino della birra messicana Sol.

## Vita privata
Bernal vive tra Città del Messico e Buenos Aires. Oltre allo spagnolo, la sua lingua natale, parla correttamente inglese, francese, portoghese e un po' di italiano. Gael si diverte a cantare, a ballare la salsa, e a suonare il bongo e la jarana, una piccola chitarra tipica del Messico. Si definisce "culturalmente cattolico" e "spiritualmente agnostico". Da sempre appassionato di pugilato e soprattutto di calcio, Gael gioca nella squadra Adecmac di Città del Messico insieme all'amico Diego Luna, figura chiave della sua infanzia e della sua carriera. I due attori si sono conosciuti prima che potessero ricordarlo perché le loro madri erano legate da una stretta amicizia.
Gael ha avuto una relazione con l'attrice messicana Cecilia Suárez dal 2001 al 2003. Ha in seguito frequentato Natalie Portman dal 2003 al 2004 e di nuovo nel 2007. Dal 2009 al 2014 è stato legato all'attrice argentina Dolores Fonzi, conosciuta nel 2001 sul set del film Vidas privadas. La coppia non si è sposata, ma ha avuto due figli: Lazaro, nato l'8 gennaio 2009 a Madrid, e Libertad, nata il 7 aprile 2011 a Buenos Aires. Dal 2017 Gael frequenta Andrea de la Torre Suárez, designer messicana.

## Teatro
- El rapto de las estrellas, regia di Teresa Suárez – Polyforum Cultural Siqueiros (1990)[93]
- Roberto Zucco, regia di Catherine Marnas – Royal National Theatre (1995)[94]
- Three sisters, di Anton Čechov – regia di Alan Dunnet[95]
- The comedy of errors, regia di Alan Hooper
- Mother Courage and her children, regia di Peta Lily
- The rivals, regia di Paul Tomlinsson
- The duchess of Malfi, regia di Sthephen
- The lights, regia di Kristine Landon-Smith[95]
- Blood Wedding, regia di Rufus Norris – Almeida Theatre (2005)[94]
- Together, di Lucas Moodsoon (2008)[96]
- Ejercicios fantásticos del yo, regia di Nelson Valente – Teatro Coliseo, Buenos Aires (2018)[97]

## Discografia
- 1992: Un amore di nonno – «Vagabundo»; «Anselmo»
- 2006: L'arte del sogno – «If you rescue me (chanson des chats)»
- 2007: Smokey Rolls Down Thunder Canyon, di Devendra Banhart – «Cristobal»
- 2008: Blindness - Cecità – «I just called to say I love you»[98]
- 2008: Rudo y Cursi – «Quiero que me quieras»
- 2016: Compass, del Mexican Institute of Sound – «Before the sunset»[99]
- 2017: Coco – «Juanita»; «Un poco loco»; «Remember me (Lullaby)» (lingua inglese e spagnola)

## Doppiatori italiani
Nelle versioni in italiano dei suoi film, Gael García Bernal è stato doppiato da:
- Emiliano Coltorti ne Il crimine di Padre Amaro, La mala educación, Babel, Blindness - Cecità, Il mio angolo di paradiso, Ema, Wasp Network, Old, Licantropus, Cassandro, Holland
- Massimiliano Alto in Amores perros, I diari della motocicletta
- Nanni Baldini in Y tu mamá también - Anche tua madre, L'arte del sogno
- Christian Iansante in Nessuna notizia da Dio, The Limits of Control
- Gianfranco Miranda in Letters to Juliet, Neruda
- Riccardo Rossi in Fidel - La storia di un mito
- David Chevalier in The King
- Simone D'Andrea in Il passato
- Giorgio Borghetti in No - I giorni dell'arcobaleno
- Gianluca Crisafi in Mi stai ammazzando, Susana
- Francesco Mei in Mozart in the Jungle
- Davide Perino in Museo - Folle rapina a Città del Messico
- Lorenzo Scattorin in Lontano da qui
- Alessio Puccio in Il paradiso probabilmente
- Marco Vivio in The Mother
- Stefano Crescentini in Another End

Da doppiatore è sostituito da:
- Emiliano Coltorti in Coco